# 콜롬비아도가머리박쥐
콜롬비아도가머리박쥐(Eumops trumbulli)는 큰귀박쥐과에 속하는 남아메리카 박쥐의 일종이다. 볼리비아와 브라질, 콜롬비아, 프랑스령 기아나, 가이아나, 페루, 수리남, 베네수엘라에서 발견된다.